# Warchin
Warchin is een dorp in de Belgische provincie Henegouwen, en een deelgemeente van de Waalse stad Doornik. Warchin was een zelfstandige gemeente, tot die bij de gemeentelijke herindeling van 1977 toegevoegd werd aan de gemeente Doornik.

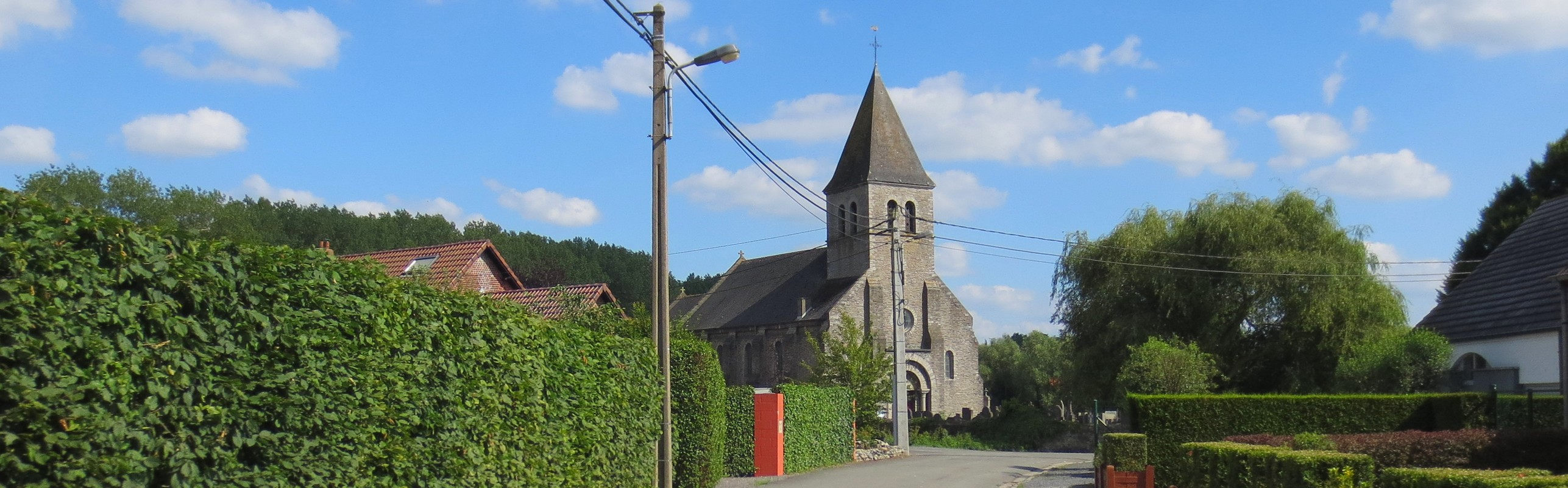
Zicht op Warchin

## Bezienswaardigheden
- De Sint-Martinuskerk (Église Saint-Martin) is een neoromaans bouwwerk van 1869 met nog restanten van een 12e-eeuwse romaanse kapel.

## Natuur en landschap
Warchin is een verstedelijkte plaats aan de rand van de Doornikse agglomeratie. De plaats is ingesloten door infrastructuur zoals spoorlijnen en autowegen. De hoogte bedraagt 21 meter.

## Demografische ontwikkeling
- Bronnen:NIS, Opm:1831 tot en met 1970=volkstellingen

## Verkeer en vervoer
Door Warchin loopt van zuid naar noord de autosnelweg A16/E42, die een op- en afrit heeft net ten zuiden van Warchin.

## Nabijgelegen kernen
Doornik, Rumillies, Vaulx.